# Empire Slovak Open 2015.
Empire Slovak Open 2015. bilo je 7. izdanje ženskog teniskog turnira održano u Trnavi od 4. do 10. svibnja 2015. u sklopu ženske ITF turneje 2015. Turnir se igrao na pješčanoj podlozi, a nagradni fond turnira iznosio je 100.000 $. U pojedinačnoj konkurenciji pobijedila je Crnogorka Danka Kovinić, dok su u parovima slavile Yuliya Beygelzimer iz Ukrajine i Margarita Gašparjan iz Rusije.

## Ždrijeb u konkurenciji pojedinačno

### Nositelji
| Država   | Tenisač            | Ranking1 | Nositelj |
| -------- | ------------------ | -------- | -------- |
| Češka    | Tereza Smitková    | 65.      | 1.       |
| Srbija   | Aleksandra Krunić  | 77.      | 2.       |
| Češka    | Klára Koukalová    | 84.      | 3.       |
| Mađarska | Tímea Babos        | 86.      | 4.       |
| Rusija   | Evgeniya Rodina    | 90.      | 5.       |
| Belgija  | Yanina Wickmayer   | 92.      | 6.       |
| NR Kina  | Zhang Shuai        | 98.      | 7.       |
| Njemačka | Anna-Lena Friedsam | 102.     | 8.       |

1 Na dan 27. travnja 2015.

### Ostali pozivi
Tenisačice koje su se plasirale dobivanjem pozivnica od strane organizatora:
- Anhelina Kalinina
- Tereza Mihalíková
- Kristína Schmiedlová
- Natália Vajdová

Tenisačice koje su se plasirale u kvaifikacjskom ždrijebu:
- Jana Fett
- Lenka Juríková
- Adrijana Lekaj
- Rebecca Šramková

Tenisačice koje se su plasirale zahvaljujući zaštićenom rankingu:
- Victoria Kan

## Pobjednici

### Pojedinačno
- Danka Kovinić[3] -  Margarita Gašparjan (7:5, 6:3)

### Parovi
- Yuliya Beygelzimer /  Margarita Gašparjan -  Aleksandra Krunić /  Petra Martić, 6:3, 6:2

## Vanjske poveznice
- Službena stranica